# Rząd Zorana Đinđicia
Rząd Zorana Đinđicia – rząd Republiki Serbii urzędujący od 25 stycznia 2001 do 18 marca 2003.
Gabinet powstał po wyborach parlamentarnych w 2000, w których zjednoczona Demokratyczna Opozycja Serbii uzyskała 176 z 250 mandatów w Zgromadzeniu Narodowym, odsuwając również na poziomie republiki od władzy postkomunistyczną Socjalistyczną Partię Serbii. Rząd nie posiadał stanowisk ministrów obrony oraz spraw zagranicznych – resorty te funkcjonowały bowiem na poziomie federalnym (wspólne dla Jugosławii jako federacji Serbii i Czarnogóry).
Koalicję rządową utworzyły ugrupowania współtworzące DOS. Na czele gabinetu stanął Zoran Đinđić z Partii Demokratycznej. Po około pół roku koalicję opuściła Demokratyczna Partia Serbii Vojislava Koštunicy. 12 marca 2003 premier Zoran Đinđić został zamordowany. Obowiązki premiera przejęli Nebojša Čović (od 12 do 17 marca) i następnie Žarko Korać (od 17 do 18 marca). 18 marca 2003 nowym premierem został Zoran Živković.
W skład rządu Zorana Đinđicia wchodzili przedstawiciele takich ugrupowań jak: Partia Demokratyczna (DS), Demokratyczna Partia Serbii (DSS), Obywatelski Sojusz Serbii (GSS), Socjaldemokracja (SD), Demokratyczna Alternatywa (DA), Unia Socjaldemokratyczna (SDU), Nowa Demokracja (ND), Reformatorzy Wojwodiny (RV), Związek Węgrów Wojwodiny (SVM), Ruch na rzecz Demokratycznej Serbii (PDS), Ludowa Partia Chłopska (NSS), Chrześcijańsko-Demokratyczna Partia Serbii (DHSS), Stowarzyszenie Wolnych i Niezależnych Związków Zawodowych Serbii (ASNS), G17 Plus (G17+).

## Skład rządu
- premier: Zoran Đinđić (DS)
- wicepremier, minister spraw wewnętrznych: Dušan Mihajlović (ND)
- wicepremier: Nebojša Čović (DA)
- wicepremier: Žarko Korać (SDU)
- wicepremier: József Kasza (SVM)
- wicepremier: Momčilo Perišić (PDS, do 2002)
- wicepremier: Aleksandar Pravdić (DSS, w 2001)
- wicepremier: Mile Isakov (RV, od 2002)
- wicepremier: Vuk Obradović (SD, w 2001)
- minister finansów: Božidar Đelić (DS)
- minister rolnictwa, leśnictwa i gospodarki wodnej: Dragan Veselinov (KV-NSS, do 2003)
- minister sprawiedliwości: Vladan Batić (DHSS)
- minister pracy i zatrudnienia: Dragan Milovanović (ASNS)
- minister spraw społecznych i weteranów: Gordana Matković (DS)
- minister zdrowia: Obren Joksimović (DSS, w 2001), Uroš Jovanović (2001–2002, p.o.), Tomica Milosavljević (G17+, od 2002)
- minister transportu i telekomunikacji: Marija Rašeta Vukosavljević (DS)
- minister międzynarodowych spraw gospodarczych: Goran Pitić (DS)
- minister kultury i mediów: Branislav Lečić (DS)
- minister górnictwa i energii: Goran Novaković (do 2002), Kori Udovički (od 2002)
- minister edukacji i sportu: Gašo Knežević (GSS)
- minister handlu, turystyki i służb publicznych: Slobodan Milosavljević (DS)
- minister ds. religijnych: Vojislav Milovanović z Serbskiego Kościoła Prawosławnego
- minister prywatyzacji i odbudowy gospodarczej: Aleksandar Vlahović (DS)
- minister budownictwa i planowania przestrzennego: Dragoslav Šumarac (DS)
- minister nauki: technologii i rozwoju: Dragan Domazet (DS)
- minister administracji publicznej i samorządowej: Rodoljub Šabić (SD)
- minister zasobów naturalnych i ochrony środowiska: Anđelka Mihajlov (DS, od 2002)